# Freestyle vid olympiska vinterspelen 2002

## Medaljtabell
| Pl. | Nation     | Guld | Silver | Brons | Totalt |
| --- | ---------- | ---- | ------ | ----- | ------ |
| 1   | Australien | 1    | 0      | 0     | 1      |
| 1   | Tjeckien   | 1    | 0      | 0     | 1      |
| 1   | Finland    | 1    | 0      | 0     | 1      |
| 1   | Norge      | 1    | 0      | 0     | 1      |
| 5   | USA        | 0    | 3      | 0     | 3      |
| 6   | Kanada     | 0    | 1      | 1     | 2      |
| 7   | Belarus    | 0    | 0      | 1     | 1      |
| 7   | Frankrike  | 0    | 0      | 1     | 1      |
| 7   | Japan      | 0    | 0      | 1     | 1      |

## Medaljsummering

### Herrar
| Gren                   | Guld                | Silver             | Brons                  |
| Puckelpist Detaljer... | Janne Lahtela (FIN) | Travis Mayer (USA) | Richard Gay (FRA)      |
| Hopp Detaljer...       | Aleš Valenta (CZE)  | Joe Pack (USA)     | Aljaksej Hrysjyn (BLR) |

### Damer
| Gren                   | Guld                | Silver                 | Brons               |
| Puckelpist Detaljer... | Kari Traa (NOR)     | Shannon Bahrke (USA)   | Tae Satoya (JPN)    |
| Hopp Detaljer...       | Alisa Camplin (AUS) | Veronica Brenner (CAN) | Deidra Dionne (CAN) |